# Campionato tedesco maschile di pallavolo
Il campionato tedesco di pallavolo maschile è un insieme di tornei pallavolistici per squadre di club tedeschi, istituiti dalla federazione pallavolistica della Germania.

## Struttura
- Campionati nazionali professionistici:

1. Bundesliga: a girone unico, partecipano dodici squadre.
- Campionati nazionali non professionistici:

2. Bundesliga: a due gironi, partecipano dodici squadre;
Dritte Liga: a quattro gironi, partecipano quaranta squadre.